# Saxifraga crustata
Saxifraga crustata är en stenbräckeväxtart som beskrevs av Lorenz Chrysanth von Vest. Saxifraga crustata ingår i Bräckesläktet som ingår i familjen stenbräckeväxter. Inga underarter finns listade i Catalogue of Life.

## Bildgalleri

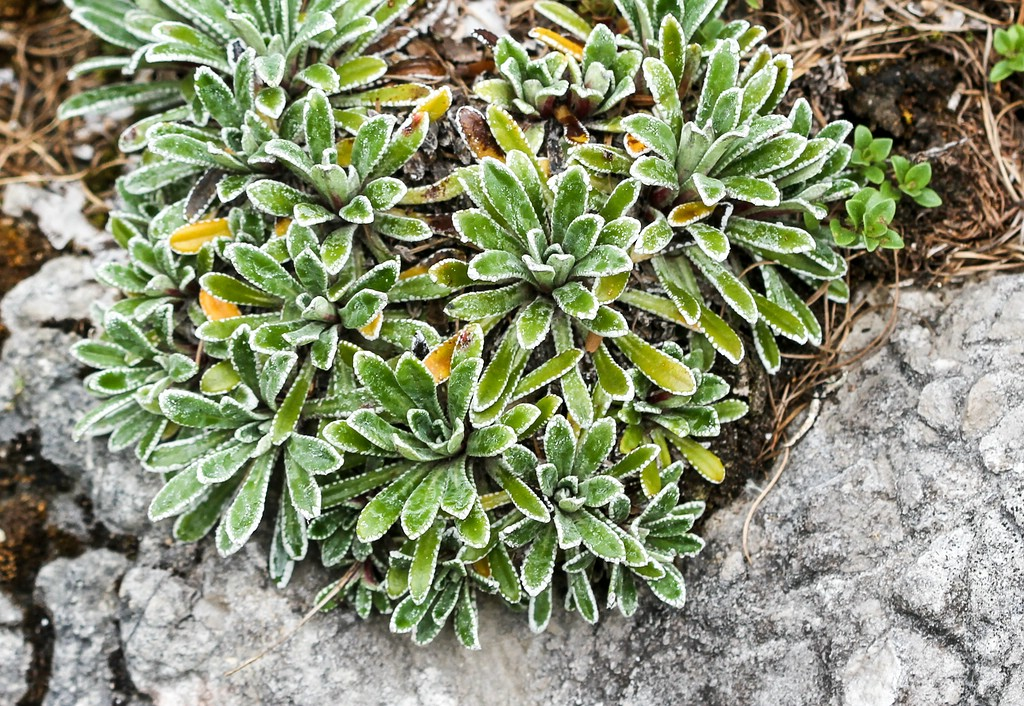
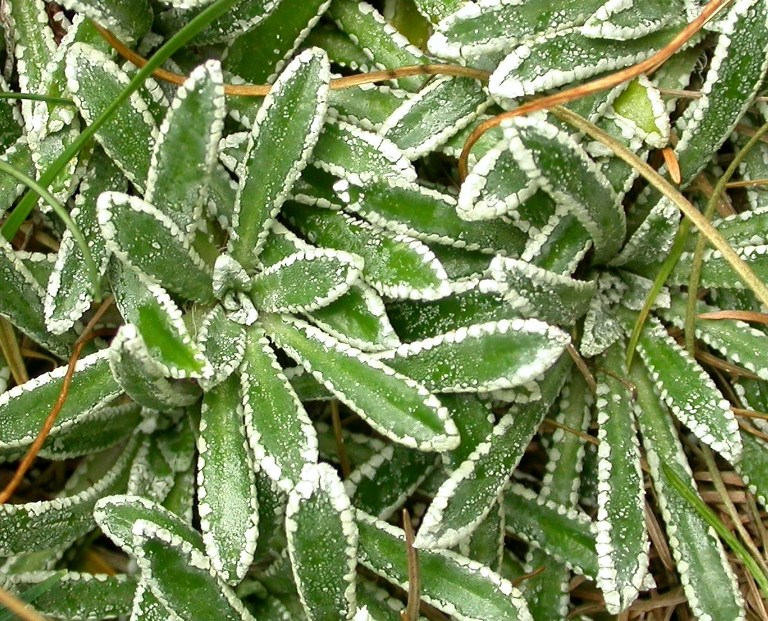
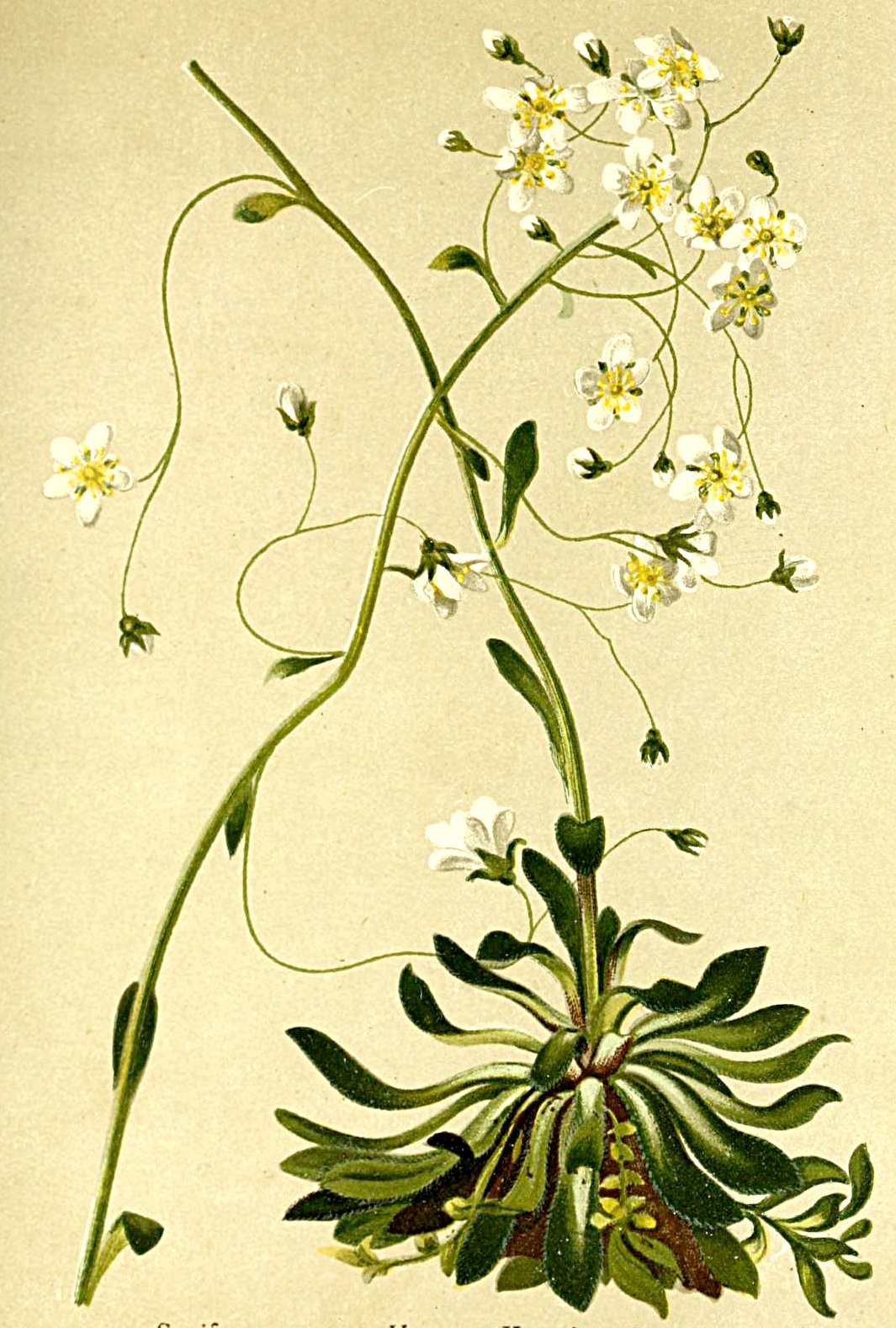
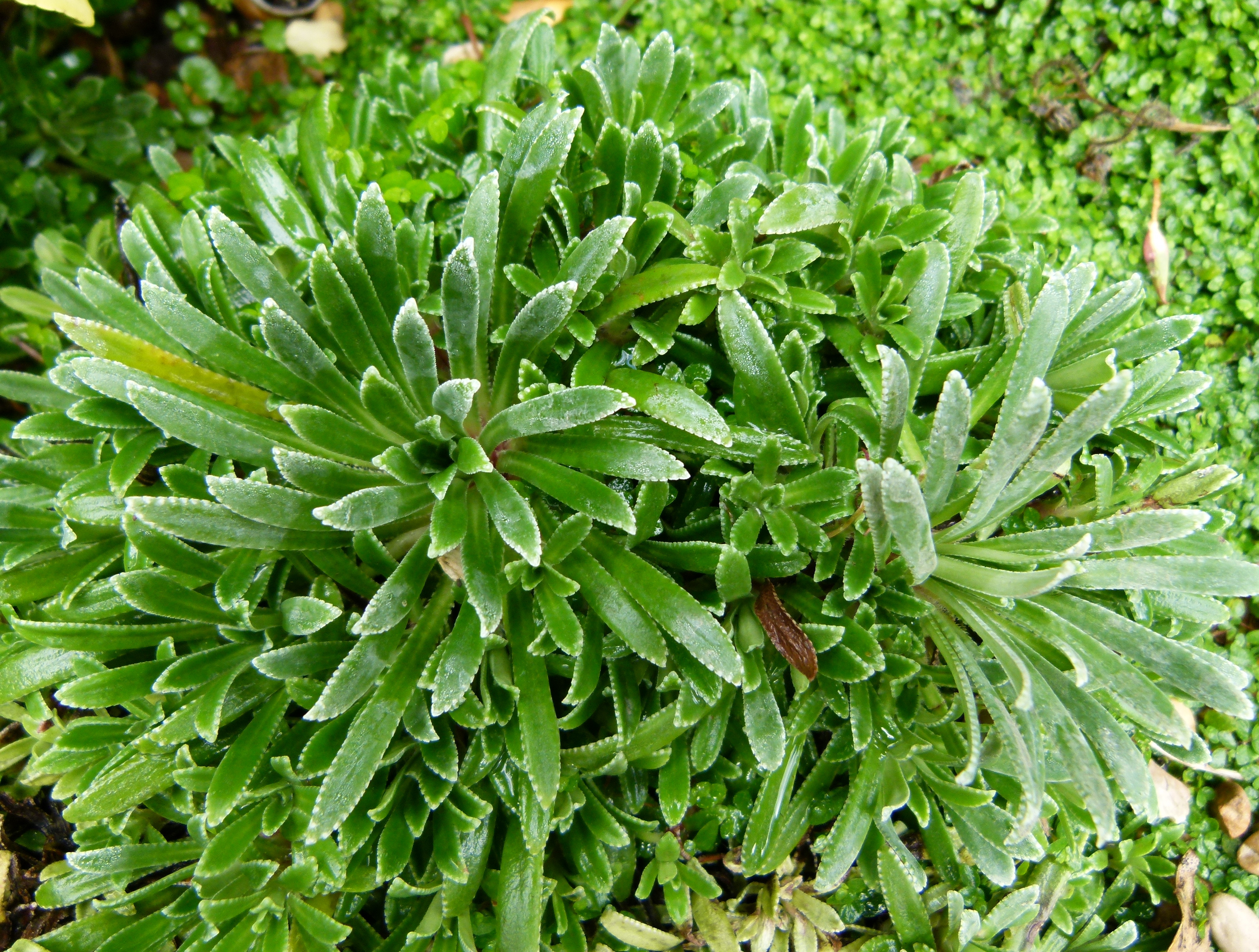